# Richmond (Maine)
Richmond – miasto w Stanach Zjednoczonych, w stanie Maine, w hrabstwie Sagadahoc.